# Alon Abelski
Alon Abelski (* 29. Mai 1989 in Düsseldorf) ist ein deutscher Fußballspieler.

## Karriere
Nach zwei Jahren bei der Duisburger Reserve gab Abelski sein Profispieldebüt am 17. Januar 2010, als er in der Partie des MSV Duisburg gegen den FSV Frankfurt in der 87. Minute für Srđan Baljak eingewechselt wurde. Zuvor wurde er mit einem Profivertrag bis 2012 ausgestattet. Zur Saison 2010/11 wechselte er zu Arminia Bielefeld, wo er einen Zweijahresvertrag erhielt. Sein noch laufender Vertrag beim MSV Duisburg wurde einvernehmlich aufgelöst, wodurch er ablösefrei wechseln konnte. Nachdem der Vertrag von Abelski nach dem Abstieg der Arminia in die 3. Liga nach der Saison 2010/11 seine Gültigkeit verlor, gab der Regionalligist Eintracht Trier am 22. August 2011 die Verpflichtung von Abelski bekannt. Nach drei Jahren in Trier wechselte er im Sommer 2014 zur SpVgg Unterhaching. Dort wurde er auf Anhieb Stammspieler und erzielte in der Saison 2014/15 vier Tore. Am Ende stieg der Mittelfeldspieler mit Haching aus der 3. Liga ab. Zur Saison 2015/16 kehrte Abelski nach Nordrhein-Westfalen zurück und schloss sich dem Amateurverein Rather SV an. Den Verein führte er mit 22 Saisontreffern zum Klassenerhalt in der Landesliga. Nur eine Saison später wechselte Abelski gemeinsam mit seinem Bruder Ben in die Bezirksliga zum MSV Düsseldorf. Für den Verein erzielte er 29 Tore in 31 Spielen und feierte mit ihm den Aufstieg in die Landesliga. Nach diesem Jahr wechselten die Abelski-Brüder erneut und schlossen sich dem Düsseldorfer Kreisligisten DJK Sparta Bilk an. Den Verein führte Alon Abelski in der Saison 2017/18 mit 32 Toren zum Aufstieg in die Bezirksliga. Anschließend wechselte er weiter zum Oberligisten Sportfreunde Baumberg, kehrte aber 2022 zum DJK Sparta Bilk zurück.

## Erfolge
- Rheinlandpokalsieger: 2013, 2014
- Bayerischer Toto-Pokalsieger: 2015

## Sonstiges
Alon ist der jüngere Bruder des früher in der zweiten Mannschaft von Fortuna Düsseldorf und beim Wuppertaler SV spielenden Ben Abelski (* 1982). Beide Brüder spielten für die deutsche Mannschaft bei der Makkabiade 2017.